# Otto Straznicky
Otto Straznicky (gesprochen: Schtrassnitski), genannt Ostra (* 16. Mai 1922 in Wien; † 10. Dezember 2017), wurde in den 1970er Jahren überregional bekannt als Erbauer und Betreiber der Ostra-Bahn, einer transportablen kleinen Parkeisenbahn, mit der er von 1973 bis 1997 in acht europäischen Ländern auf insgesamt etwa 800 Veranstaltungen über eine Viertelmillion Kinder beförderte. Der gelernte Schlosser legte außerdem eine umfangreiche Sammlung seltener alter Modelleisenbahn-Erzeugnisse an sowie ab 1962 die mit circa 500 Exponaten deutschlandweit größte Sammlung alter Lokomotiv-Fabrikschilder, welche sich heute in der Ausstellung ArsTecnica in Losheim befindet. Während seiner letzten 15 Lebensjahre hielt er seinen Kontakt zur Öffentlichkeit durch engagierte Mitwirkung im Altentheater des Freien Werkstatt-Theaters Köln aufrecht. Vor seinem Haus in Erftstadt-Köttingen 20 km südwestlich von Köln hatte er ab 1969 für fast drei Jahrzehnte eine ausgediente Dampflokomotive aufgestellt.

## Leben

### Jugend und Kriegszeit

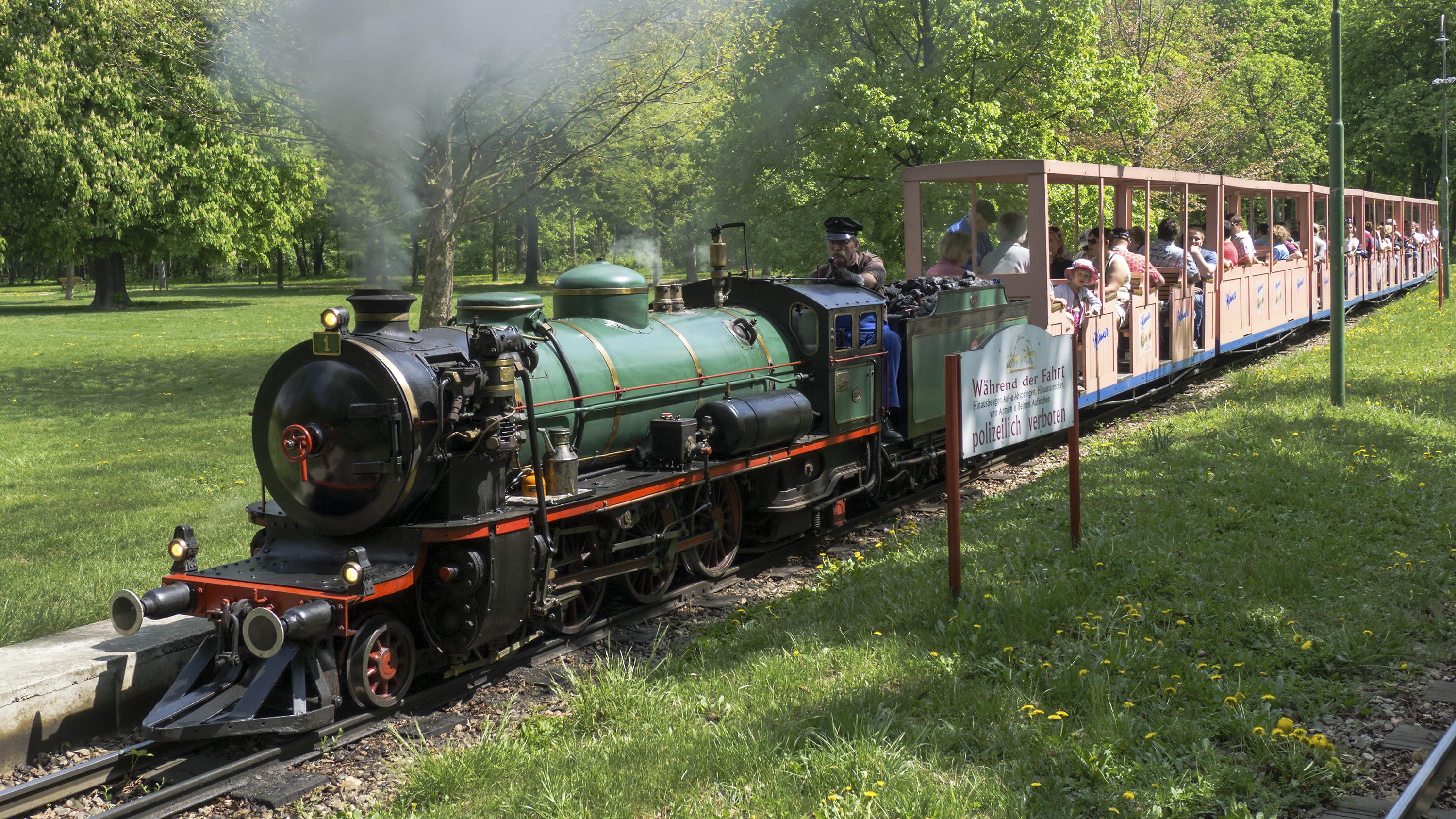
Liliputbahn im Wiener Prater mit Dampflok Da1, April 2013

Otto Straznicky wurde in Wien geboren und verbrachte dort seine Jugend. Zwei Wochen vor seinem sechsten Geburtstag wurde im Wiener Prater 1928 als neue Attraktion zur Beförderung von Besuchern eine Liliputbahn mit einer Spurweite von 15 Zoll (381 mm) eröffnet, welche Otto Straznicky nachhaltig beeindruckt hat. Im selben Jahr erhielt er zu Weihnachten einen Märklin-Metallbaukasten, welcher seine Neigung zu Konstruktionen aus Metall begründete. Im Alter von 16 Jahren begann er 1938 eine Schlosserlehre. Im selben Jahr erlebte er den sogenannten Anschluss Österreichs an das Deutsche Reich, wodurch er de facto zum deutschen Staatsbürger wurde und somit fortan auch der deutschen Wehrpflicht unterlag. Schon im dritten Lehrjahr (1940) begann er, mit Zustimmung seines Meisters eine Miniatur-Dampflokomotive mit 60 mm Spurweite zu bauen.
Im Zweiten Weltkrieg wurde er zur Wehrmacht einberufen und im 1941 begonnenen Feldzug gegen Russland sowie an den westlichen Kriegsschauplätzen eingesetzt. Im Rahmen eines dieser Einsätze wurde er als Motorrad-Ordonnanz 1944 in Erftstadt-Köttingen einquartiert, wo er seine spätere Ehefrau Änne kennenlernte. Bald darauf geriet er in amerikanische Kriegsgefangenschaft. Nach seiner Entlassung fand er im Dezember 1945 zurück nach Köttingen, wo ihm ein Nachbar, der Rheinbraun-Lokführer im nahegelegenen Braunkohle-Industriezentrum Knapsack war, eine Arbeitsstelle als Lokomotivheizer auf der Anschlussbahn der Brikettfabrik „Roddergrube“ vermittelte.
Die ständig wechselnden Einsatzzeiten und Nachtschichten verdarben Straznicky allerdings den Spaß an der „großen“ Eisenbahn, und er begann in seiner Freizeit mit anderen Projekten: Obwohl vor der Währungsreform 1948 überall in Deutschland Mangel an Allem herrschte und in Geschäften kaum Dinge zu kaufen waren, konnte er schon 1947 eine ausschließlich aus Schrottmaterialien erbaute fahrfähige Gartenbahn-Elektrolok in 60 mm Spurweite mitsamt zwei Personenwagen fertigstellen.
1962 begann er, historisch wertvolle Lokomotiv-Fabrikschilder zu sammeln, und trug in den folgenden Jahrzehnten eine der größten Sammlungen hiervon zusammen. Außerdem sammelte er beständig alte und seltene Modellbahn-Stücke, insbesondere Lokomotiven der Firmen Märklin und Bing der Spuren H0, 0 und I, deren älteste 1895 hergestellt wurde.

### Ostra-Bahn und öffentliche Wirksamkeit
1967 erwarb er den Meistertitel und machte sich mit einer kleinen Schlosserwerkstatt selbständig, was ihm neue Freiräume eröffnete. 1968 kaufte er eine zweiachsige Dampflok, die von 1911 bis 1966 als Lok Nummer I B bei der Jülicher Kreisbahn eingesetzt war. Am 22. Dezember 1969 ließ er sie von der Deutschen Bundesbahn mittels Culemeyer-Straßenroller nach Köttingen bringen, benannte sie nach seiner Frau Änne und stellte sie vor seinem Haus auf. Anfangs setzte er sie noch ein paar Mal unter Dampf, unterließ dies aber, nachdem sich Nachbarn beschwerten. Lok Änne blieb viele Jahre vor seinem Haus, wo Straznicky sie liebevoll pflegte. Erst nach dem Krebstod seiner Frau übergab er sie der niederländischen Museumsbahn Zuid Beveland, welche die Lok am 24. September 1996 von Köttingen nach Goes transportierte, dort allerdings feststellte, dass der Aufwand zu einer ursprünglich angedachten Wiederinbetriebnahme größer sein würde als erwartet und die Lok 2016 in die Nähe des Bahnhofs Kruiningen-Yerseke brachte.
Sein größter Erfolg war sodann die Ostra-Bahn, mit der er sich seinen Jugendtraum einer eigenen dampfbetriebenen Gartenbahn erfüllte. Aus einem Bausatz der Firma Zimmermann baute er eine Begriff Echtdampf (Live Steam)-Schlepptenderlok mit einer Spurweite von 5 Zoll (381 mm), die er nach seinem Enkel Ralph nannte. Für diese Lok verlegte er vor seiner Werkstatt selbstgebaute transportable Gleise. Am 4. August 1973 hatte er mit dieser Anlage bei einem Kinderfest in Erftstadt-Liblar sein Debüt in der Öffentlichkeit. Die Echtdampf-Szene war damals noch sehr klein, so dass er von 1975 an 17 Jahre lang regelmäßiger Gast auf der Nürnberger Spielwarenmesse war und so dem interessierten Fachpublikum bekannt wurde und für eine Verbreitung der Echtdampf-Idee sorgen konnte. Außerdem trat er 1975 mit seiner Bahn in Rudi Carrells Fernsehshow Am laufenden Band auf.
Insgesamt war er mit seiner Ostra-Bahn auf etwa 800 Veranstaltungen in der BRD, den Niederlanden, Dänemark, Österreich, der Schweiz, Frankreich sowie 1988 in den damals noch zum sogenannten Ostblock gehörenden Staaten DDR (Erzgebirge) und Polen (Jelenia Góra im Riesengebirge). Als letztes Betriebsjahr der Ostra-Bahn wird in der Literatur 1997 genannt, Straznicky selbst hat auf einem handgeschriebenen Plakat vermerkt: „1998 Betriebsende“, also 25 Jahre nach Betriebsbeginn. Insgesamt beförderte er mit seiner Bahn über 250.000 Kinder.

„‚Ostra‘ ist in Erftstadt und weit darüber hinaus bekannt wie ein bunter Hund. Das Gesicht, die Gesten, der Auftritt sind unverwechselbar.“

### Engagement im Alter
Straznicky suchte auch nach Ende seiner Bahn-Aktivitäten im höheren Alter eine öffentliche Wirksamkeit. So engagierte er sich in verschiedenen Vereinen, verfasste mehrere historischen Aufsätze, darunter 1996 einen über „die Bergarbeitersiedlung in Köttingen“, und betätigte sich ab etwa 2001 bis kurz vor seinem Tod als Laienschauspieler im Altentheater des Freien Werkstatt-Theaters Köln. Noch mit 90 Jahren fuhr er mit seinem Motorroller von Erftstadt nach Köln. Im Alter von 95 Jahren verstarb er am 2. Advent des Jahres 2017.
Seine Lokomotivschilder-Sammlung befindet sich heute in der Ausstellung ArsTecnica in Losheim an der deutsch-belgischen Grenze, und seine bastlerische Ader findet ihre Fortsetzung in der Modell-Echtdampflok-Werkstatt seines Enkels Ralph.

„Jahrzehntelang ist der gebürtige Wiener mit seiner 5-Zoll-Bahn in ganz Europa unterwegs gewesen, nebenbei hat er eine der größten Eisenbahnschilder- und Blechspielzeug-Sammlungen in Deutschland zusammengetragen. Sein ganzes Leben war bestimmt von der Eisenbahn.“